# Делта на Рейн-Маас-Схелде
Делтата на Рейн-Маас-Схелде (на нидерландски: Rijn-Maas-Scheldedelta) е речна делта, заемаща по-голямата част от територията на Нидерландия, през която в Северно море се вливат реките Рейн, Маас и Схелде. Делтата е гъсто населен район с голямо стопанско значение, тъй като трите реки са важни водни пътища за Западна Европа, превръщайки делтата във вход към Германия и Централна Европа. Главните пристанища в района на делтата са Ротердам, Антверпен, Влисинген, Амстердам и Гент.